# مادة متحللة

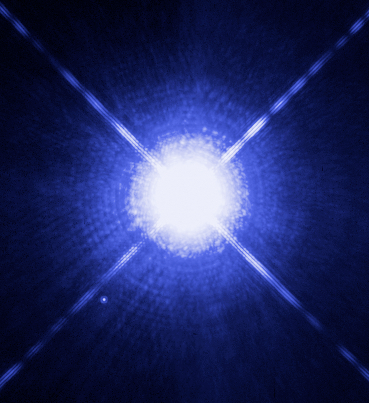

مادة متحللة في الفيزياء (بالإنجليزية: Degenerate matter)‏ هي مادة توجد غالبا في النجوم تحت ضغط مفرط ولها كثافة مفرطة، تلعب في تولدها صفات كمومية لتلك الأجرام. ويقصد بتحلل المادة هنا أنها ليست غاز إلكترونات أو غاز بروتونات. ولا تنطبق تلك التسمية مع مفهوم الانفطار في ميكانيكا الكم، حيث الانفطار يعني انفطار خطوط طيف العناصر تحت تأثير مجال مغناطيسي خارجي.
إذا كان قلب النجم مضغوطًا، تصبح الذرات والإلكترونات أكثر قربًا من بعضها. بشكلٍ طبيعي مثل هذا الضغط يحدث إذا انخفضت درجة الحرارة في القلب ونتيجةً لذلك ينخفض أيضًا الضغط الحراري الذي يجابه قوة الجاذبية. لكن الإلكترونات لا يمكنها الاقتراب من بعضها أكثر مما تسمح به قوانين ميكانيكا الكم، ووفق هذه القوانين من غير الممكن أن يحتل أكثر من إلكترونين في الذرة نفسها الحالة الكمومية نفسها، ما يعني أنه إذا كانت المادة مضغوطة إلى درجة معينة، يؤدي مبدأ استبعاد باولي إلى إحداث ضغطٍ معاكس يسمى ضغط التحلّل الذي يمنع المزيد من تقلص المادة، وبسبب ضغط التحلل هذا يمكن للمادة احتمال ضغط أعلى مما يمكنها احتماله إذا كانت دون تحلل.
إحدى النتائج الهامة أن ضغط المادة المتحللة لا يعتمد على درجة الحرارة بعد ذلك كما هو الحال بالنسبة للمادة العادية عند زيادة درجة حرارتها تسبب غازًا لتزيد ضغطها (انظر قانون الغازات المثالية). ضمن أمور أخرى تلعب هذه الحقيقة دورًا حاسمًا مع المستعر الأعظم من النوع la. الآن، من خلال زيادة الضغط على المادة المتحللة لا يوجد المزيد من الضغط بسبب مبدأ استبعاد باولي، لكن بدلًا عن ذلك تزداد السرعة التي تتحرك بها الإلكترونات، بهذه الطريقة يمكن للضغط الواقع على المادة المتحللة أن يزداد دون انهيار المادة.
على أي حال، إذا ازداد الضغط إلى درجةٍ معينة (حد شاندراسيخار) تقترب سرعة الإلكترونات من سرعة الضوء، ولا يوجد شيء في هذا الكون يصل إلى سرعة الضوء أو يتجاوزها. فعند هذه النقطة لا يبقى ضغط التحلل قادرًا على احتمال ضغط المادة وتنهار المادة فجأة. في علم الفلك يحدث ذلك مع انهيار قلب المستعر الأعظم (من النوع 2، 1 ب، 1 سي).

## المفهوم
إذا ما تم تبريد البلازما ووضعها تحت ضغط متزايد سنصل لمرحلة لا يمكن بعدها ضغط البلازما بشكل أكبر. يعود هذا الحد إلى مبدأ استبعاد باولي الذي ينص على أنه لا يمكن لفرميتين التواجد في نفس الحالة الكمومية. وعندما تكون المادة في هذه الحالة الشديدة الانضغاط يتم تحديد موقع الجسيمات بشكل دقيق نظرًا لعدم وجود مساحة إضافية لأي جزيئات. وتكون قوة دفع جزيئات البلازما المضغوطة للغاية غير معروفة بدقة. نص مبدأ عدم اليقين لهايزنبرغ:
{\displaystyle \Delta p\Delta x\geq {\frac {\hbar }{2}}},
حيث Δp هو قيمة الشك في قوة دفع الجسيم و Δx هو قيمة الشك في مكان التموضع. لذلك وعلى الرغم من أن البلازما باردة يجب أن تتحرك هذه الجسيمات بسرعة كبيرة. تؤدي الطاقات الحركية الكبيرة إلى استنتاج أنه من أجل ضغط جسم ما في مساحة صغيرة جدًا يلزم وجود قوة هائلة للتحكم في قوة دفع جسيماتها.
وعلى عكس الغاز المثالي الكلاسيكي الذي يتناسب ضغطه مع درجة حرارته يكون:
{\displaystyle PV=Nk_{\rm {B}}T},
حيث P هو الضغط، و V هو الحجم، و N هو عدد الجسيمات (عادة عدد الذرات أو الجزيئات)، kB هو ثابت بولتزمان، و T درجة الحرارة، يعتمد الضغط الذي تمارسه المادة المتحللة على درجة الحرارة بشكل ضعيف، حيث يبقى الضغط غير صفري حتى عند درجة حرارة الصفر المطلقة. يمكن في كثافات منخفضة نسبيًا استنتاج ضغط الغاز المنحل تمامًا من خلال اعتباره كغاز فيرمي مثالي، وبهذه الطريقة يكون:
{\displaystyle P=K\left({\frac {N}{V}}\right)^{5/3}},
حيث يعتمد المعامل K على خصائص الجسيمات التي تشكل الغاز. يتم استنتاج الضغط عند الكثافات العالية جدًا حيث يتم إجبار معظم الجسيمات على الدخول في حالات كمومية ذات طاقات نسبية كالتالي:
{\displaystyle P=K\left({\frac {N}{V}}\right)^{4/3}},
حيث يعتمد K أيضًا على خصائص الجسيمات التي تشكل الغاز.
تختبر جميع المواد كل من حالات الضغط الحراري العادي وضغط الانحلال، ولكن يغلب الضغط الحراري في الغازات المنتشرة عادة إلى درجة أنه يمكن تجاهل ضغط الانحلال. ولا يزال للمادة المنحلة ضغط حراري طبيعي، لكن يغلب في الكثافة العالية جدا حالة ضغط الانحلال.
من الأمثلة الغريبة للمواد المنحلة: المادة المنحلة بالنيوترونات والمادة الغريبة والهيدروجين المعدني والأقزام البيضاء. يساهم ضغط الانحلال في ضغط المواد الصلبة التقليدية، ولكن لا تعتبر هذه المواد عادةً من المواد المنحلة بسبب توفير نسبة كبيرة من ضغطها من خلال التنافر الكهربائي للنواة الذرية وغربلة الأنوية لبعضها البعض بواسطة الإلكترونات. من المفيد في المعادن اعتبار إلكترونات التوصيل لوحدها غاز الكتروني حر متحلل، بينما تعتبر غالبية الإلكترونات بمثابة حالات كمومية ضمن حدود معينة. تتناقض هذه الحالة الصلبة مع المادة المتحللة التي تشكل جسم القزم الأبيض حيث ستتم معاملة معظم الإلكترونات على أنها تحتوي على قوة دفع خالية من الجسيمات.

## غازات متحللة
الغازات المنحلة هي غازات تتكون من فرميونات مثل الإلكترونات والبروتونات والنيوترونات وليس من جزيئات المادة العادية. يعتبر غاز الإلكترون في المعادن العادية وفي الأقزام البيضاء مثالا على ذلك. ووفقًا لمبدأ استبعاد باولي: لا يمكن أن يوجد سوى فرميون واحد في كل حالة كمومية. تمتلئ جميع الاحتمالات الكمومية في الغاز المنحل حتى تصل لطاقة فيرمي. يتم دعم معظم النجوم ضد قوة الجاذبية الخاصة بها عن طريق ضغط الغاز الحراري العادي، بينما تأتي القوة الداعمة في النجوم القزمة البيضاء من ضغط انحلال غاز الإلكترون في المناطق الداخلية. تكون الجزيئات المتحللة في النجوم النيوترونية نيوترونات.
يُطلق على غاز فرميون الذي تمتلئ فيه جميع الاحتمالات الكمومية التي تكون دون مستوى طاقة معيّن اسم غاز فرميون المنحل بشكل كامل. يُعرف الفرق بين مستوى الطاقة هذا وأدنى مستوى للطاقة باسم طاقة فيرمي.

### التحلل الإلكتروني
في غاز الفرميون العادي الذي تسود فيه التأثيرات الحرارية تكون معظم مستويات طاقة الإلكترون المتاحة غير مملوءة والإلكترونات حرة للانتقال بين هذه الحالات. تملأ الإلكترونات تدريجياً مستويات الطاقة المنخفضة مع زيادة كثافة الجسيمات وتُجبر إلكترونات إضافية على إشغال حالات الطاقة الأعلى حتى في درجات الحرارة المنخفضة. تقاوم الغازات المنحلة بشدة الضغط الزائد لأن الإلكترونات لا يمكنها التحرك لملء مستويات طاقة أقل بالفعل بسبب مبدأ استبعاد باولي. ونظرًا لعدم قدرة الإلكترونات على التخلي عن الطاقة عن طريق الانتقال إلى حالات الطاقة المنخفضة لا يمكن استخراج أي طاقة حرارية. تولد طاقة الدفع من الفرميون الضغط وتسمى (ضغط الانحلال).
تصبح المادة في الكثافات العالية غازًا منحلًا ويتم نزع جميع الإلكترونات من ذراتها الأم. وبمجرد توقف تفاعلات حرق الهيدروجين في تفاعلات الاندماج النووي في قلب النجوم تصبح مجموعة من الأيونات موجبة الشحنة (النسبة الأكبر هي هيليوم وأنوية الكربون) تطفو في بحر من الإلكترونات المنزوعة من الأنوية. يعتبر الغاز المنحل موصل حراري مثالي تقريبًا ولا يتبع قوانين الغاز العادية. تكون الأقزام البيضاء مضيئة ليس لأنها تولد أي طاقة بل لأنها تحبس كمية كبيرة من الحرارة التي تشع تدريجياً. يسبّب الغاز الطبيعي ضغطًا أعلى عند تسخينه وتمدده لكن الضغط في الغاز المنحل لا يعتمد على درجة الحرارة. عندما يصبح الغاز مضغوطًا بشكل كبير تتوضع الجزيئات مقابل بعضها البعض لإنتاج غاز متحلل يتصرف بشكل أكثر صلابة. تكون الطاقات الحركية للإلكترونات في الغازات المنحلة عالية جدًا ومعدل الاصطدام بين الإلكترونات والجزيئات الأخرى منخفض جدًا، وبالتالي يمكن للإلكترونات المنحلة أن تسافر مسافات كبيرة بسرعات تقترب من سرعة الضوء. يعتمد الضغط في الغاز المنحل فقط على سرعة الجزيئات المنحلة وليس على درجة الحرارة. ومع ذلك فإن إضافة الحرارة لا تزيد من سرعة معظم الإلكترونات لأنها عالقة في حالات كمومية مليئة بالكامل. يزداد الضغط فقط من خلال كتلة الجزيئات والتي تزيد من قوة الجاذبية التي تقرب الجزيئات من بعضها البعض. لذلك فإن هذه الظاهرة هي عكس الحالة الموجودة عادة في المادة وهي إذا زاد حجم المادة يصبح الجسم أكبر. عندما تزداد الكتلة في الغاز المنحل يزداد الضغط وتصبح الجزيئات متقاربة أكثر بحيث يصبح الجسم أصغر. يمكن ضغط الغاز المنحل بكثافة عالية للغاية حيث تبلغ القيم النموذجية نحو 10000 كيلوغرام لكل سنتيمتر مكعب.
يوجد حد أعلى لكتلة المواد منحلة الإلكترونات وهو حد شاندراسيخار، حيث لا يمكن لضغط الانحلال بعد هذا الحد إبقاء المادة متماسكة ضد الانهيار. الحد الأقصى يبلغ نحو 1.44 كتلة شمسية للأجسام التي تملك تركيب نموذجي للنجوم الأقزام البيضاء (الكربون والأكسجين مع 2 باريون لكل إلكترون). هذا الحد مناسب فقط لنجم يعتمد على ضغط انحلال الإلكترون المثالي تحت جاذبية نيوتونية، يبلغ حد الكتلة في النسبية العامة وبعد تصحيحات كولومب نحو 1.38 كتلة شمسية. قد يتغير الحد أيضًا تبعًا للتركيب الكيميائي للجسم، لأنه يؤثر على نسبة الكتلة إلى عدد الإلكترونات الموجودة. يغير دوران الجسم الذي يتعارض مع قوة الجاذبية أيضًا الحد لأي جسم. الأجسام الفضائية التي تقل عن هذا الحد هي نجوم أقزام بيضاء تتشكل من التقلص التدريجي لقلب النجوم التي تنفذ من الوقود. يتشكل خلال هذا الانكماش الغاز المنحل الإلكتروني في قلب النجم مما يوفر ضغط انحلال كافٍ حيث يتم ضغطه لمقاومة المزيد من الانهيار. يمكن في حالة كتلة فوق هذا الحد تشكيل نجم نيوتروني (مدعوم جزئيًا بضغط انحلال النيوترونات) أو ثقب أسود بدلاً من ذلك.

## تحلل غاز فرميونات
عندما تتكاثف فرميونات، مثل البروتونات أو الإلكترونات أو النيوترونات فتصبح شديدة الكثافة جدا جدا تحت تأثير الجاذبية - في نجم مثلا - ينتج عنها ضغطا مقاوما للجاذبية، هذا الضغط الناشيء عن المادة الكثيفة جدا يسمى «ضغط التحلل». والسبب في نشأة هذا الضغط يكمن في مبدأ استبعاد باولي، الذي يمنع فرميونين أن يشغلا نفس المكان ونفس الحالة الكمومية. لذلك فإن زيادة الضغط في مثل هذا النظام يجبر الجسيمات على شغل مستويات طاقة أعلى. وينشأ عن ذلك ضغط التحلل أو ضغط فيرميوني يعمل على مقاومة الجاذبية التي تريد أن تركز المادة في «نقطة» واحدة.

## تحلل المادة في الأقزام البيضاء
في القزم الأبيض يعمل تحلل المادة على توازن غازها من الإلكترونات. وفي حالة نجم ثنائي فمن الممكن أن يكون أحدهما في هيئة قزم أبيض ويجذب مادة من محيط النجم التابع له. فتزداد مادة القزم الأبيض. وعندما تصل كتلته إلى حد شاندراسيخار فقد لا يستطيع ضغط التحلل مقاومة ضغط الجاذبية والتوازن معها. وقد يفترض المرء أن هذا سيؤدي إلى تحول القزم الأبيض إلى نجم نيوتروني. ولكن بسبب زيادة درجة الحرارة وزيادة الضغط يؤديان إلى تفاعلات اندماج نووي جديدة وحدوث انفجار في هيئة مستعر أعظم، نوع 1أ.

## تفرد جذبوي
عندما تصبح كثافة مادة النجم أكبر من تلك التي يسببها تحلل المادة، تتغلب قوة الجاذبية على جميع القوى الأخرى. وطبقا لفهمنا الحالي بنهار قلب النجم على نفسه امكونا ثقبا أسودا - هذا يحدث إذا كانت كتلة النجم الأولية نحو 8 كتلة شمسية أو أكثر. في نفس الوقت تتحول مادة النجم من فرميونات يمكن أن يكون لها ضغط تحلل، تتحول إلى بوزونات وهي جسيمات ليس لها ضغط تحلل. ولا يزال نوع البوزونات المتولدة طبقا لترك الآلية مجهولا لدى الفيزيائيين.
وتتنبأ النظرية النسبية العامة في هذا الإطار مع عدم الأخذ في الاعتبار ألية ميكانيكا الكم بأن كل المادة تتجمع وتصبح كثافاتها لا نهائية فيما يسمى تفرد جذبوي في مركز داخل ما يسمى أفق الحدث.
ومن جهة أخرى فطبقا لميكانيكا الكم لا يمكن لجسم يمكن أن يشغل حجما أقصر من طول موجته، أي أنه طبقا لميكانيكا الكم فهي تمنع حدوث التفرد الجذبوي؛ ولكن لا توجد حتى الآن نظرية شاملة تجمع بين النظرية النسبية العامة وميكانيك الكم، لهذا تنقص معرفتنا عن البنية في داخل ثقب أسود.